# Pussy (라토의 노래)
"Pussy"는 미국의 래퍼 라토의 싱글로, 스트림컷과 RCA 레코드를 통해 2022년 7월 15일에 발매되었다. MTV 비디오 뮤직 어워드 비디오 포 굿 후보에 올랐다.

## 배경 및 발매
라토는 2022년 7월 13일에 "Pussy"를 발매할 예정이라고 밝혔다. 이후 자신의 노래를 홍보하기 위해 인권 문제를 "자본화"한다는 비난을 받자, 그는 트위터를 통해 이에 대해 반박했다. 또한 음원 수익 중 일부를 플랜드 페런트후드에 기부할 것이라고 밝혔다.

## 음반 표지
음반 표지는 여성이 백악관처럼 생긴 건물 앞에서 다리를 벌린 "전복적인" 이미지이다. 이를 디자인한 케이티 매킨타이어는 그것이 "반대 세력에 대항하는 여성 집단의 부상"에 대한 것이라고 밝혔다.

## 음악 및 가사
라토는 베티 라이트의 1968년 노래 "Girls Can't Do What the Guys Do"의 음높이를 바꾼 샘플 위에서 랩한다. 그는 첫 벌스에서 "Who is you to bash pussy?"라고 말하며 여성의 신체를 통제하려는 사람들을 비난한다. 또한 성적 이중 잣대를 지적하며 "The gender roles y'all projecting are hypocrisy"라고 말한다.

## 뮤직 비디오
뮤직 비디오에서 라토는 "사랑스러운" 고양이들에게 둘러싸여 있다. 뮤직 비디오는 사라 라콤과 라토가 공동 감독했고, 로 대 웨이드 판결 번복에 항의하는 시위 영상을 포함하고 있다. 라콤은 영상이 여성이 단단한 동시에 부드러울 수 있음을 상징한다고 밝혔다.

## 평가
<더 뮤지컬 하이프>는 노래에 5점 만점에 4점을 주었다. 그는 노래가 불경스러우나 "승자"라고 평했다. <NPR>의 애슐리 포인터는 라토의 랩이 "칼보다 더 날카롭다"고 평했다.

## 수상 및 후보
| 시상식                 | 연도 | 부문         | 결과 | 각주  |
| ---------------------- | ---- | ------------ | ---- | ----- |
| BET 힙합 어워드        | 2022 | 임팩트 트랙  | 후보 | [ 7 ] |
| MTV 유럽 뮤직 어워드   | 2022 | 비디오 포 굿 | 후보 | [ 8 ] |
| MTV 비디오 뮤직 어워드 | 2022 | 비디오 포 굿 | 후보 | [ 9 ] |